# Tsuyoshi Kitazawa
Tsuyoshi Kitazawa (født 10. august 1968) er en japansk fodboldspiller.

## Japans fodboldlandshold
| Japans landshold | Japans landshold | Japans landshold |
| År               | Kmp              | Mål              |
| ---------------- | ---------------- | ---------------- |
| 1991             | 2                | 0                |
| 1992             | 11               | 1                |
| 1993             | 4                | 0                |
| 1994             | 7                | 1                |
| 1995             | 14               | 1                |
| 1996             | 5                | 0                |
| 1997             | 11               | 0                |
| 1998             | 3                | 0                |
| 1999             | 1                | 0                |
| Total            | 58               | 3                |